# Srebrna Góra (Wolin)
Srebrna Góra (Srebrne Wzgórze) – pagórek na wyspie Wolin, położony ok. 0,5 km na północ od centrum miasta Wolina, na trasie żółtego szlaku turystycznego.
Na Srebrnej Górze odkryto ślady grodziska z IX–XII wieku, którego zachowały się wały ziemne o wysokości ok. 3 m i fosa. Mieszkańcy grodziska kontrolowali ruch na Dziwnie.
Obszar Srebrnej Góry stanowi stanowisko archeologiczne.
Nazwa wzniesienia związana jest ze znalezionym skarbem srebrnych monet. W 1950 roku wprowadzono urzędowo zarządzeniem nazwę Bielica, zastępując poprzednią niemiecką nazwę Silber Berg.